# Doctor Robert
〈Doctor Robert〉는 영국의 록 밴드 비틀즈의 곡이다. 이 곡은 《Yesterday and Today》에 발매했던 북미와 달리 《Revolver》라는 음반에 1966년에 발매되었다. 이 곡은 폴 매카트니가 공동으로 작곡했다고 말했지만 존 레논(레논-매카트니로 표기)이 작곡했다. 비틀즈는 1966년 4월 17일 7번의 테이크에 그 트랙을 기록했고, 보컬은 4월 19일에 오버더빙 되었다.

## 참여 인원
이언 맥도널드 제공
- 존 레논 - 더블 트랙 리드 보컬, 리듬 기타, 하르모니움
- 폴 매카트니 - 베이스 기타, 하모니 보컬
- 조지 해리슨 -더블 트랙 리드 기타, 마라카스
- 링고 스타 - 드럼